# إلييت أبيكاسيس
إلييت أبيكاسيس (من مواليد 27 كانون الثاني/يناير 1969) هي كاتبة فرنسية من أصل مغربي. كانت إلييت تشغلُ منصب أستاذة الفلسفة في جامعة كاين نورماندي.

## الحياة المُبكّرة والتعليم
وُلدت إلييت أبيكاسيس في ستراسبورغ لعائلة يهودية أرثوذكسية مغربية متديّنة. تخلَّلَ طفولتها الحياة اليومية للمجتمع اليهودي في ستراسبورغ. كان والدها أرماند أبيكاسيس مدرساً للفلسفة، وهو مفكر مشهور في اليهودية حيثُ تغلغل تفكيره في التفسير التلمودي لستراسبورغ. لعب بشكل ملحوظ دوراً مهماً في إنشاء مدرسة أكويبا بستراسبورغ والتدريس فيها. أما والدتها، فهي جانين التي كانت أستاذة ومتخصصة في علم نفس الطفل والنمو. في العديد من روايات السيرة الذاتية، أعلنت إلييت آبيكاسيس أنها تأثرت بشدة بالبيئة والتعليم الديني السفارديم، لكنها أيضاً تعرضت، في بعض الأحيان، للاختناق وحاولت التحرر منه في مناسبات عديدة، لا سيما خلال شبابها.
بعد حصولها البكالوريا، غادرت ستراسبورغ في السابعة عشرة من عمرها إلى باريس للدراسة في الفصول الأدبية التحضيرية في مدرسة ليسيه هنري الرابعة. انضمَّت بعد ذلك إلى المدرسة العليا للنورمال في شارع أولم، حيث حصلت على شهادة في الفلسفة، ثم درّست الفلسفة في جامعة كاين. «لم أكن أكبر بكثير من طلابي. لقد كانوا جيدين جدًا، وكلهم متحمسون للفلسفة والتي مع ذلك لا تؤدي إلى أي شيء آخر غير نفسها.»

## المسيرة المهنيّة
في سن الثالثة والعشرين، ذهبت إلييت إلى الولايات المتحدة لمدة عام، وذلك للدراسة في جامعة هارفارد. أقامت فترة ما في مدينة كامبريدج بعدما حصلت على منحة دراسية، ثم كتبت روايتها الأولى، وهي قصّة بوليسية ميتافيزيقية تتعاملُ مع جرائم القتل الغامضة المرتبطة باختفاء مخطوطات البحر الميت المكتشفة حديثاً.
بالنسبة إلى روايتها الأولى، لم تكن إلييت أبيكاسيس راضية عن معرفتها السابقة بالعالم العبري، فقد دفعت بها أبحاثها إلى إسرائيل والقدس، كما ذهبت إلى الولايات المتحدة للبحث في العديد من المكتبات ودور المحفوظات والأماكن التابعة لها حول الثقافة اليهودية المعاصرة من أجل الحصول على أكبر قدر ممكن من المعلومات. استغرقت أبحاثها ثلاث سنوات، وقد أتت ثمارها حينما صدر كتابها في عام 1996، والذي حقَّق على الفور نجاحًا هائلاً. تُرجم الكتاب إلى ثماني عشرة لغة، لكن دور النشر الرئيسية رفضت المخطوطة إلى أن قبلتها دار نشر رامزي.
بدأت في تدريس الفلسفة عام 1997 بمدينة كاين، ونشرت كتاب L'Or et la Cendre ، عن قصّة غامضة لمقتل عالم لاهوت من برلين. وقد صدر هذا الكتاب عن دار رامزي للنشر أيضًا. كتبت في عام 1998 مقالًا عن الشر والأصل الفلسفي للقتل: ميتافيزيقا صغيرة للقتل في Presses Universitaires de France.
في أيلول/سبتمبر 2000، نشرت مع ألبين ميشيل لاربودييه. فازت عن هذه الرواية بجائزة الكتاب المؤمنين عام 2001. وهذه الرواية مستوحاة من السيناريو الذي كتبتهُ لفيلم كادوش للمخرج الإسرائيلي عاموس جيتاي. نشرت الكاتبة ذات الأصول المغربيّة عام 2001 رواية جديدة، وهي Le Trésor du Temple تتبعُ فيها خطى فرسان الهيكل، حيث يلتقي آري كوهين وجين روجرز للتحقيق في سر معبد القدس. الرواية من نوع رواية المغامرة والتشويق، لكنها تخفي في المؤامرات سعة الاطلاع الحقيقية والطموح الميتافيزيقي الحقيقي. في نفس العام، أخرجت الفيلم القصير La Nuit de noces الذي شاركت جيرارد براش في كتابة سيناريو له .
نَشرت في عام 2002 روايتها Mon pèr، (بالعربيّة: أبي)، والتي تروي تساؤلات حول العلاقة المثالية بين الأب وابنته. في عام 2003، تروي روايتها «كلانستين» قصة حب مستحيل. اختير الكتاب ضمن اثني عشر كتابًا لجائزة Prix Goncourt.
في عام 2004، ظهر الجزء الأخير من روايتها الأولى تحتَ عنوان القبيلة الأخيرة. في عام 2005، تناولت إلييت أبيكاسيس من خلال روايتها Un heureux événement موضوع الأمومة. كما أخرجت الفيلم الوثائقي «تل أبيب الحياة» مع تيفاني تافيرنييه. نشرت في عام 2009 رواية Sépharade، التي انغمست بطلتها في سعيها الوجودي في عالم يهود السفارديم في المغرب. في عام 2011، نشرت Et te voici permise à tout homme حيث تحدثت عن صعوبات الحصول على الطلاق الديني.
قامت في عام 2013 بنشر Le Palimpseste d'Archimède. نشرت في العام الموالي كتاب Un secret du doctor Freud بمساعدة والدتها محللة نفسية. أدانت هجمات إيل دو فرانس التي حصلت في كانون الثاني/يناير 2015. كتاب Le maître du Talmud الذي نُشر في عام 2018 هو فيلم تشويق تاريخي وديني جديد، تدور أحداثه في مملكة فرنسا في القرن الثالث عشر والتي تميَّزت بظهور محاكم التفتيش والتعصب الديني. جديرٌ بالذكرِ هنا أنَّ إلييت أبيكاسيس مطلقة وأمٌّ لطفلين.
إلييت أبيكاسيس منخرطة في جمعيات تُناضل من أجل حقوق وحريات المرأة، بما في ذلك جمعية SOS les Mamans. جنبًا إلى جنب مع المحامية ماري آن فريزون روش والفيلسوفة سيلفيان أغاسينسكي، قامت بحملة قوية ضد تأجير الأرحام، والتي شبهتها بممارسة تُحوّل جسد المرأة إلى سلعة وتجسيد الطفل.

## قائمة أعمالها
هذه قائمةٌ بأبرز أعمال الكاتبة المغربيّة الفرنسيّة إلييت أبيكاسيس:
- Qumran (1996)
- LOr et la cendre (1997)
- Petite Métaphysique du meurtre (1998)
- La Répudiée (2000)
- Le Trésor du temple (2001)
- Mon père (2002)
- Clandestin (2003)
- La Dernière Tribu (2004)
- Un heureux événement (2005)
- Le Corset invisible (2007)
- Mère et fille, un roman (2008)
- Sépharade (2009)
- Le Messager (2009)
- Et te voici permise à tout homme (2011)
- Le palimpseste darchimède (2013)
- Un secret du docteur Freud (2014)
- Alyah (2015)
- Le Maître du Talmud (2018)[38]
- LEnvie dy croire: journal dune époque sans foi (2019)
- Nos rendez-vous (2020)

كتب بالمشاركة مع آخرين
- Lettres à Dieu, Calmann-Lévy (2004)
- La Rencontre, collection of short stories, Éditions Prisma, (2010). Alongside مارك هالتر، كاميليا لاكبيرغ  [لغات أخرى]‏، Didier Van Cauwelaert، Claudie Gallay and Agnès Desarthe.
- Enfances, adolescences, Librio (2015).

كتب عن النسويّة
كتبت إلييت أبيكاسيس كتبًا ومقالات عن وضع المرأة كما دافعت عنها في العديد من الجمعيات مثل Le Corset invisible في عام 2007 مع كارولين بونغراند.
كتبت إلييت في أحد فصول كتابها: